# Suchkind
Suchkind ist ein vornehmlich in den Wirren der Nachkriegsjahre des Zweiten Weltkriegs aufgekommener Begriff für Kinder und Jugendliche, die von ihren Familien getrennt wurden und als vermisst galten. Die Suchkinder mussten in Pflegefamilien oder Heimen versorgt werden. Viele Suchen blieben ergebnislos. Durch systematische Arbeit mit speziellen Abteilungen u. a. dem DRK-Suchdienst, aber auch durch Zufälle, wurden Angehörige gefunden. Erschwerend waren nicht nur die chaotischen Ortswechsel der Betroffenen, sondern auch, dass Kleinkinder keine Personalpapiere besaßen und ihren Namen nicht kannten. Außerdem ändert sich das Aussehen bei Kleinkindern sehr schnell, und Fotografien waren verloren gegangen oder konnten auch nicht ausreichend öffentlich gemacht werden. Allein bei der Flucht aus Ostpreußen sollen 36.000 Kinder betroffen gewesen sein.